# Beaumont-sur-Vingeanne
Beaumont-sur-Vingeanne település Franciaországban, Côte-d’Or megyében. Lakosainak száma 198 fő (2022. január 1.). Beaumont-sur-Vingeanne Dampierre-et-Flée, Blagny-sur-Vingeanne, Bèze, Champagne-sur-Vingeanne, Noiron-sur-Bèze és Lœuilley községekkel határos.

## Népesség
A település népességének változása:
| Lakosok száma | 161  | 188  | 193  | 171  | 198  | 198  | 199  | 202  | 200  | 198  |
|               | 1968 | 1982 | 1990 | 2006 | 2013 | 2015 | 2017 | 2019 | 2020 | 2022 |